# Дальневосточная мраморная бронзовка
Дальневосточная мраморная бронзовка (Protaetia brevitarsis) — жук из семейства пластинчатоусых (Scarabaeidae).

## Описание
Длина тела 16—24 мм. Тело блестящая, тёмно-бронзовое, низ иногда с зеленоватым отливом. Диск переднеспинки с 2 либо 4 белыми пятнами, ее боковой край с едва выраженной белой каймой. Тело широкое и относительно выпуклое. Голова покрыта крупными глубокими точками. Переднеспинка покрыта густыми, довольно крупными круглыми точками, посредине с гладкой продольной полоской, па о бокам — в густых крупных длинных дуговидных морщинках и точках с прилегающими волосками. Белые пятна на диске переднеспинки крупные, её боковой край также с белыми пятнами, часто сливающимися в сплошную кайму. Щиток гладкий. Надкрылья по бокам и на вершинах покрыты очень густыми морщинистыми дуговидными точками. на всей поверхности надкрылий рассеяны белые пятна. Пигидий выпуклый, с шестью белыми пятнами.

## Ареал
В России обитает на юге Средней Сибири (Хакасия) и далее встречается от Хабаровска на восток по течению Амуру до Нижне-Тамбовского, по всей территории Приморскому краю на восток до Японского моря. Также встречается на Корейском полуострове и в Китае, на запад до Большого Хингана, северного Ордоса, гор Алашань и истоков реки Хуанхэ; известен из Ханькоу, Сянгана и с Тайваня.

## Биология
Встречается с середины мая по конец октября. Жуки обычно попадаются на цветках растений и плодах фруктовых деревьев, которыми питаются. Личинки развиваются в трухлявой древесине и древесной трухе (пнях, подгнивших стволах, остатках корней, почве). Вид связан с лесистыми местностями, обитает как в низменностях, так и в горах, где поднимается высоко — свыше 4000 метров над уровнем моря.